# Берарди, Гаэтано
Гаэтано Берарди (итал. Gaetano Berardi; родился 21 августа 1988 года в Соренго, Лугано, Тичино) — швейцарский футболист, защитник клуба «Беллинцона». Хотя Берарди номинально считался правым защитником, он также мог сыграть и на противоположном фланге обороны, и на правом фланге полузащиты.

## Клубная карьера

### Начало карьеры и Брешиа
Берарди родился в небольшом швейцарском городке Соренго и начал свою футбольную карьеру в 2001 году, в возрасте 13 лет записавшись в школу местного «Лугано». Там он прозанимался 4 года и летом 2005 года был подписан итальянской «Брешиа» (Д2), за которую и дебютировал в предпоследнем мачте Серии B 30 июня 2007 года в победном гостевом матче против «Пескары» (3:1).
В своем первом полноценном сезоне 2007/08 футболист считался игроком запаса и отыграл за клуб 10 матчей во всех турнирах. А уже в следующем розыгрыше Гаэтано Берарди становится твердым игроком основы в команде Джузеппе Якини. В сезоне 2008/09 защитник проводит 28 матчей, а в следующем, 2009/10 — 30 и помогает «Брешии» выйти в Серию А через плей-офф.
12 сентября 2010 года в матче против «Палермо» (3:2) состоялся дебют футболиста в высшем итальянском дивизионе. Берарди отыграл за «Брешиа» весь сезон в основе, но не помог клубу сохранить прописку в Серии А — клуб вылетел, заняв 19-е место в лиге. В итоге за 6 сезонов в клубе Берарди провел 112 матчей во всех турнирах.

### Сампдория
Менять команду Берарди сразу не стал, ещё полгода отыграв за «львов», но не обнаружив у клуба амбиций по скорому возвращению в Серию А, зимой 2012 перешёл в «Сампдорию» — тоже клуб Серии В, но который занимал верхние строчки в Д2 и активно пытался вернуться на высший уровень. Получилось — «Сампдория» возвращается в Серию А через плей-офф, а Берарди становится в клубе игроком основы, поочередно играя то справа, то слева в защите.
Следующий сезон игрока, наверное, стал лучшим в его карьере. Несмотря на тяжелую конкуренцию со стороны игрока сборной Италии Лоренцо Де Сильвестри, швейцарец закрепляет за собой место на правом фланге обороны «Сампдории». А вот следующий сезон совсем не получается — на тренерский мостик клуба приходит Синиша Михайлович, который не видит Берарди игроком основы. Как итог — лишь 5 матчей в сезоне 2013/14.

### Лидс Юнайтед
18 июля 2014 года было объявлено о том, что Берарди продан в «Лидс Юнайтед», сумма трансфера не разглашается. Гаэтано подписал с «павлинами» двухлетний контракт с возможностью продления ещё на год. Чуть позднее президент клуба Массимо Челлино подтвердил, что игрок пошёл на значительно снижение зарплаты ради присоединения к клубу.

## Карьера в сборной
Впервые вызов в сборную Берарди получил в 2007 году, во времена выступления за «Брешиа». 19 ноября 2008 года в матче против Греции впервые сыграл за швейцарскую «молодежку», за которую впоследствии провел 20 матчей. А 10 августа 2011 года, после сезона выступлений за клуб Серии А сыграл первый и пока единственный матч за национальную команду страны.

## Достижения
- Выход в Серию А с «Брешией», сезон 2009/10
- Выход в Серию А с «Сампдорией», сезон 2011/12

«Лидс Юнайтед»
- Победитель Чемпионшипа (1): 2019/20